# Jules-Isidore Lafrance
 (juin 2016).
Si vous disposez d'ouvrages ou d'articles de référence ou si vous connaissez des sites web de qualité traitant du thème abordé ici, merci de compléter l'article en donnant les références utiles à sa vérifiabilité et en les liant à la section « Notes et références ».
Jules-Isidore Lafrance, né à Paris le 15 décembre 1841 et mort dans la même ville le 26 janvier 1881, est un sculpteur français.

## Biographie
Inscrit à l’École des beaux-arts de Paris, Jules-Isidore Lafrance est élève de Francisque Duret, de Jules Cavelier et d’Auguste Maillard.
Il débute au Salon de la Société des artistes français en 1860.
Il obtient le premier grand prix de Rome en 1870 et séjourne à la villa Médicis à Rome entre 1871 et 1874. De retour en France, il se voit décerner la médaille d’or du Salon en 1874, puis obtient une médaille d’or à l’Exposition universelle de 1878 à Paris.
Il est nommé chevalier de la Légion d'honneur le 20 octobre 1878.
Une partie de ses œuvres sont éditées par la fonderie Susse.
Ses obsèques ont eu lieu le 28 janvier 1881 à Paris au cimetière de Montmartre, puis son corps a été transféré au cimetière de Passy le 2 septembre 1881, où il repose avec ses parents (4e division, 1re ligne est, no 9 nord).

## Œuvres

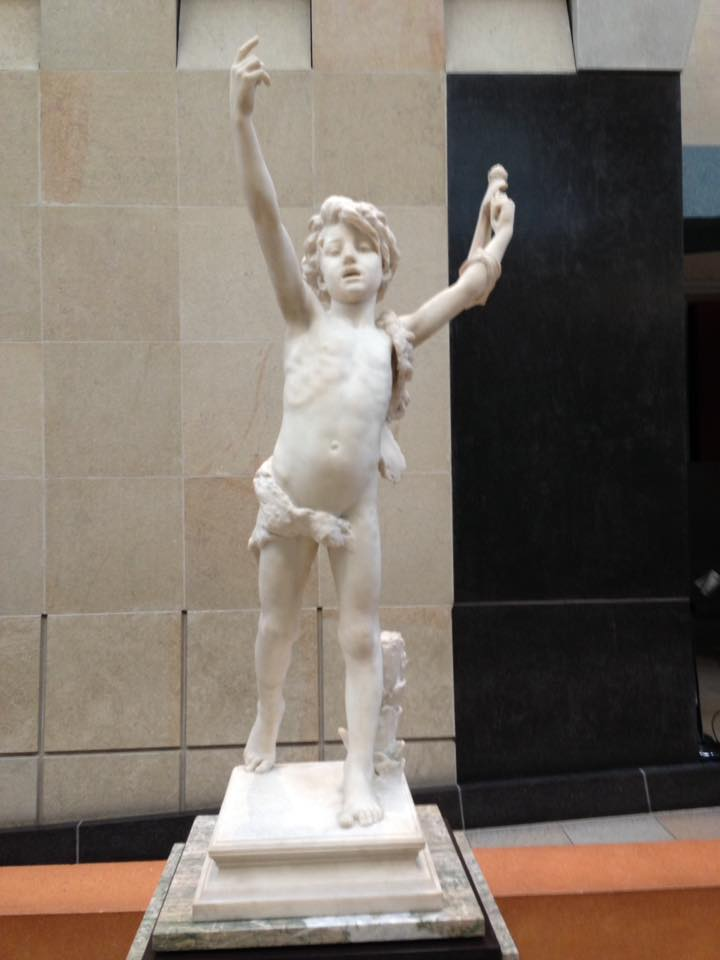
Saint Jean-Baptiste enfant (1878), Paris, musée d'Orsay.

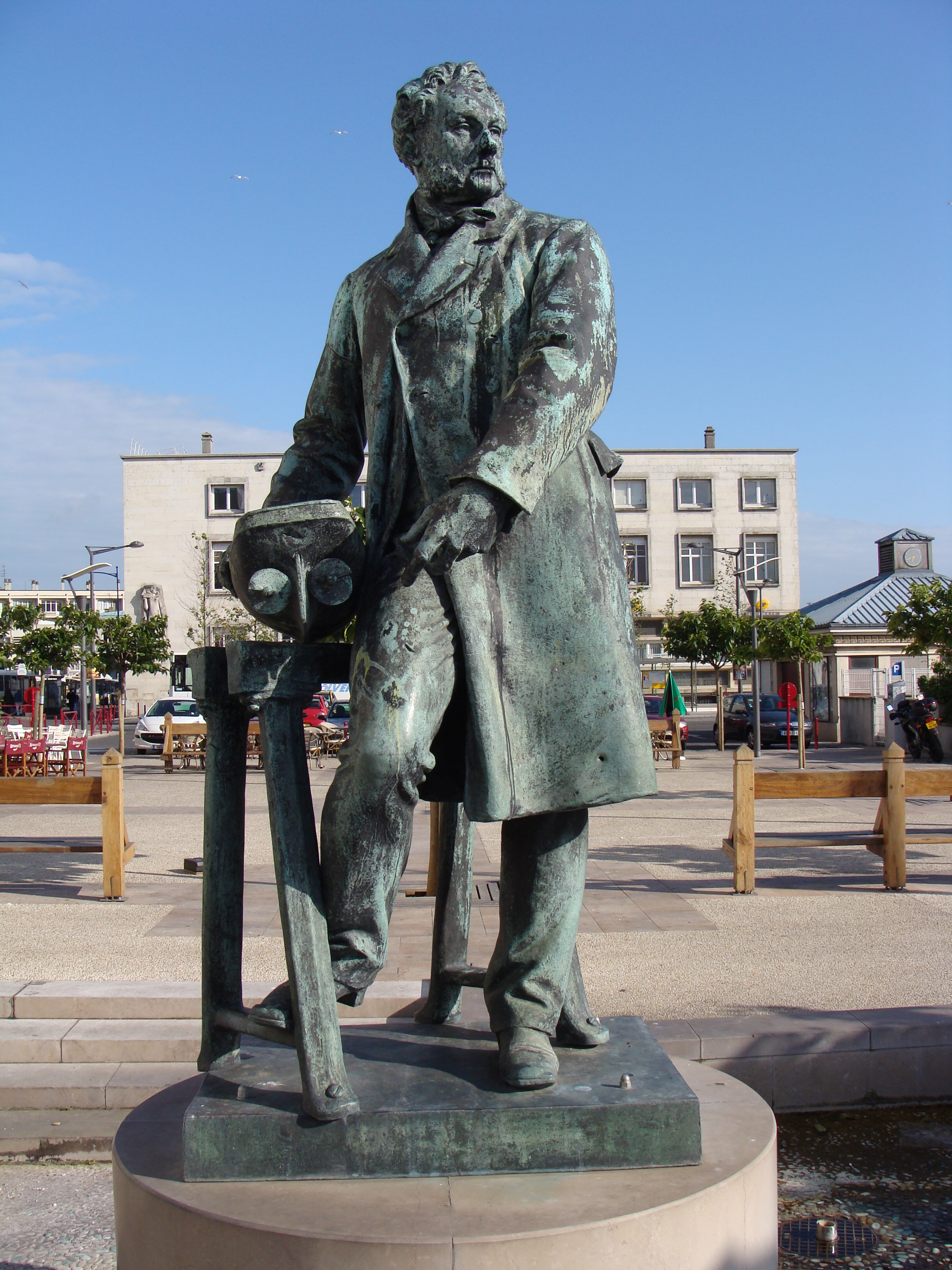
Monument à Frédéric Sauvage (1881, détail), Boulogne-sur-Mer, place Sauvage.

- Samson rompant ses liens, 1870, premier prix de Rome[2], Paris, École nationale supérieure des beaux-arts.
- Saint-Jean Baptiste enfant. L'artiste adressa un modèle en plâtre au cours de son séjour à la villa Médicis à Rome, en 1873. Acquis par l’État en 1874, exposé à l’Exposition universelle de 1878, il a été envoyé au musée des Beaux-Arts de Reims. Un bronze, fondu par le fondeur Martin et exposé au Salon de 1876, est conservé au musée des Beaux-Arts et de la Dentelle à Alençon. La statue en marbre de 1878 (h. 149 cm) est conservée à Paris au musée d’Orsay[3].
- Saint Jean prêchant dans le désert, statue en plâtre, 1874, musée des Beaux-Arts de Reims. Le même modèle, en bronze, fondu par les établissements Susse, est conservé au musée des Beaux-Arts et de la Dentelle d’Alençon.
- Monument à Frédéric Sauvage. En 1864, la municipalité de Boulogne-sur-Mer décide d'ériger un monument à la mémoire de l'inventeur boulonnais. Le ministère des Beaux-arts, dans un arrêté du 24 mars 1877, charge Lafrance d'exécuter le modèle de la statue et accepte ensuite la proposition de l’artiste telle que présentée au Salon de 1880. Le comité d'étude propose, le 12 août 1880, la pose de trois bas-reliefs relatant des épisodes de sa vie. Le monument, édifié selon les plans du sculpteur boulonnais Albert Thomas, est inauguré le 12 septembre 1881. Les bas-reliefs sont dus au sculpteur Édouard Lormier. Statue et bas-reliefs ont été fondus par Gruet Jeune de Paris. La statue a été déposée et mise à l'abri durant la Seconde Guerre mondiale ; elle a été déplacée plusieurs fois et orne désormais la place Sauvage, devant la Poste[4].
- Achille, Salon de 1877, statue en marbre, présentée à l'Exposition universelle de 1878, dépôt du musée d'Orsay au musée Bernard-d'Agesci de Niort depuis 1881.
- Buste de Diderot, 1880, marbre, musée d'Art et d'Histoire de Langres.
- La Hongrie, statue exécutée pour le palais du Champ de Mars à l'Exposition universelle de 1878. La maquette de la statue (modèle au un quart) est conservée au musée des Beaux-Arts de Tours, ainsi que les maquettes de La Loi et de La Prudence.
- Saint Jean, Salon de 1876, statue en bronze, fondue par le fondeur Martin, Alençon, musée des Beaux-Arts et de la Dentelle.
- Paris, palais du Louvre : mascarons de satyres ornant la façade extérieure du pavillon de Rohan. En 1876, pour la décoration de la nouvelle façade du pavillon de Flore, du côté nord, l’architecte fit appel à de nombreux sculpteurs, dont Lafrance qui réalisa les statues La Prudence (au premier étage) et La Loi (au deuxième étage).